# كينغ فيوتشرز سينديكيت إنك
كينغ فيوتشرز سينديكيت إنك (بالإنجليزية: King Features Syndicate, Inc.) ، هي شركة استوديوهات أمريكية لصناعة الترفيه من القصص المصورة ونشر الرسوم المتحركة، وتعتمد على كتابة القصص المصورة لتسويقها التجاري بالولايات المتحدة الأمريكية، ومن بينها باباي.

## وصلات خارجية
- King Features official site
- King Features comic strips نسخة محفوظة 22 أكتوبر 2015 على موقع واي باك مشين.
- King Features Weekly Service
- Brendan Burford interviewed by Tom Spurgeon